# Риддер, Петер Холландер
Петер Холландер Риддер (швед. Peter Hollander Ridder; 1608 — 1692) — третий губернатор Новой Швеции, занимавший пост в 1640—1643 годах.
Петер Холландер Риддер родился в семье голландца, жившего в Экенесе (Финляндия).
До назначения на должность губернатора служил во флоте. Прибыл в Америку 17 апреля 1640 года на борту судна «Кальмар Нюккель» с небольшой группой поселенцев, после чего написал адмиралу Класу Флемингу и риксканцлеру Акселю Оксеншерне с просьбой прислать больше колонистов и квалифицированных рабочих. Просьба была удовлетворена, и 7 ноября 1641 года прибыли два корабля с поселенцами, преимущественно из числа лесных финнов.
Риддер также расширил территорию колонии, приобретя у делаваров участок земли, протянувшийся вдоль реки Делавэр между современными Моррисвилем (округ Бакс, Пенсильвания) и Трентоном (Нью-Джерси).
После передачи губернаторских полномочий Юхану Принцу Риддер вернулся в Швецию и продолжил службу во флоте, в 1660 году получив звание майора. В 1666—1681 годах занимал должность губернатора Выборга, на тот момент восточного аванпоста Шведского королевства.